# Tapinocyba
Tapinocyba Simon, 1884 è un genere di ragni appartenente alla famiglia Linyphiidae.

## Distribuzione
Le trentotto specie oggi attribuite a questo genere sono state reperite nella regione olartica. Le specie dall'areale più esteso sono la T. affinis, la T. biscissa e la T. insecta, rinvenute in varie località dell'intera regione paleartica.

## Tassonomia
Questo genere è ritenuto un sinonimo anteriore di Colobocyba Simon, 1926, a seguito di uno studio di Denis (1948a).
Non è invece sinonimo anteriore di Phlattothrata Crosby & Bishop, 1933, come evidenziato in un lavoro di Crawford del 1988 e contra un antecedente lavoro di Chamberlin & Ivie (1947b).
A giugno 2012, si compone di 38 specie e due sottospecie:
1. Tapinocyba abetoneensis Wunderlich, 1980 — Italia
2. Tapinocyba affinis Lessert, 1907 — Regione paleartica
  - Tapinocyba affinis orientalis Millidge, 1979 — Europa Centrale
  - Tapinocyba affinis pyrenaea Millidge, 1979 — Francia
3. Tapinocyba algirica Bosmans, 2007 — Algeria, Portogallo
4. Tapinocyba anceps Denis, 1948 — Francia
5. Tapinocyba barsica Kolosváry, 1934 — Ungheria
6. Tapinocyba bicarinata (Emerton, 1913) — USA
7. Tapinocyba bilacunata (L. Koch, 1881) — Germania
8. Tapinocyba biscissa (O. P.-Cambridge, 1872) — Regione paleartica
9. Tapinocyba cameroni Dupérré & Paquin, 2007 — Canada
10. Tapinocyba corsica (Simon, 1884) — Corsica
11. Tapinocyba dietrichi Crosby & Bishop, 1933 — USA
12. Tapinocyba discedens Denis, 1948 — Francia
13. Tapinocyba distincta (Banks, 1892) — USA
14. Tapinocyba emertoni Barrows & Ivie, 1942 — USA
15. Tapinocyba formosa Tanasevitch, 2011 — Taiwan
16. Tapinocyba gamma Chamberlin, 1948 — USA
17. Tapinocyba hortensis (Emerton, 1924) — USA
18. Tapinocyba insecta (L. Koch, 1869) — Regione paleartica
19. Tapinocyba kolymensis Eskov, 1989 — Russia, Cina
20. Tapinocyba latia Millidge, 1979 — Italia
21. Tapinocyba ligurica Thaler, 1976 — Italia, Francia
22. Tapinocyba lindrothi Hackman, 1954 — Canada
23. Tapinocyba lucana Millidge, 1979 — Italia
24. Tapinocyba maureri Thaler, 1991 — Svizzera, Italia
25. Tapinocyba minuta (Emerton, 1909) — USA, Canada
26. Tapinocyba mitis (O. P.-Cambridge, 1882) — Gran Bretagna, Spagna, Francia, Lettonia
27. Tapinocyba pallens (O. P.-Cambridge, 1872) — dall'Europa all'Armenia
28. Tapinocyba pontis Chamberlin, 1948 — USA
29. Tapinocyba praecox (O. P.-Cambridge, 1873)[3] — Europa
30. Tapinocyba prima Dupérré & Paquin, 2005 — USA, Canada
31. Tapinocyba silvicultrix Saito, 1980 — Giappone
32. Tapinocyba simplex (Emerton, 1882) — USA
33. Tapinocyba spoliatrix Tanasevitch, 1985 — Kirghizistan
34. Tapinocyba sucra Chamberlin, 1948 — USA
35. Tapinocyba suganamii Saito & Ono, 2001 — Giappone
36. Tapinocyba transsylvanica Kolosváry, 1934 — Transilvania (Romania)
37. Tapinocyba ventosa Millidge, 1979 — Francia
38. Tapinocyba vermontis Chamberlin, 1948 — USA

### Specie trasferite
L'elevato numero di specie, circa 20, prima attribuite a questo genere e poi trasferite a generi diversi fra di loro rende conto dell'ampia variabilità di caratteristiche attribuite a Tapinocyba:
1. Tapinocyba alexandrina (O. P.-Cambridge, 1872); trasferita al genere Microctenonyx Dahl, 1886.
2. Tapinocyba alpha Chamberlin, 1949; trasferita al genere Disembolus Chamberlin & Ivie, 1933.
3. Tapinocyba antepenultima (O. P.-Cambridge, 1882); trasferita al genere Tapinocyboides Wiehle, 1960.
4. Tapinocyba conspecta Gertsch & Davis, 1936; trasferita al genere Masoncus Chamberlin, 1948.
5. Tapinocyba exigua Hackman, 1954; trasferita al genere Scirites Bishop & Crosby, 1938.
6. Tapinocyba exilis (Blackwall, 1853); trasferita al genere Walckenaeria Blackwall, 1833.
7. Tapinocyba flagellata (Emerton, 1911); trasferita al genere Phlattothrata Crosby & Bishop, 1933.
8. Tapinocyba idahoana Chamberlin, 1949; trasferita al genere Glyphesis Simon, 1926.
9. Tapinocyba incerta Kulczyński, 1916; trasferita al genere Sibirocyba Eskov & Marusik, 1994.
10. Tapinocyba iowa Chamberlin, 1949; trasferita al genere Islandiana Braendegaard, 1932.
11. Tapinocyba jacksoni Denis, 1937; trasferita al genere Typhochrestus Simon, 1884.
12. Tapinocyba kesimba Chamberlin, 1949; trasferita al genere Disembolus Chamberlin & Ivie, 1933.
13. Tapinocyba korgei Wunderlich, 1995; trasferita al genere Crosbyarachne Charitonov, 1937.
14. Tapinocyba locketi Tanasevitch, 1983; trasferita al genere Dactylopisthes Simon, 1884.
15. Tapinocyba matanuskae Chamberlin & Ivie, 1947; trasferita al genere Phlattothrata Crosby & Bishop, 1933.
16. Tapinocyba oiwa Saito, 1980; trasferita al genere Paratapinocyba Saito, 1986.
17. Tapinocyba phana Chamberlin, 1949; trasferita al genere Disembolus Chamberlin & Ivie, 1933.
18. Tapinocyba scopulifera (Emerton, 1882); trasferita al genere Glyphesis Simon, 1926.
19. Tapinocyba silvestris Georgescu, 1973; trasferita al genere Crosbyarachne Charitonov, 1937.
20. Tapinocyba pygmaea (Menge, 1869); trasferita al genere Tapinocyboides Wiehle, 1960.

### Sinonimi
- Tapinocyba tenella Bösenberg, 1899; esemplari trasferiti qui dal genere Diplocephalus Bertkau, 1883, e riconosciuti sinonimi di T. praecox (O. P.-Cambridge, 1873) a seguito di uno studio di Moritz del 1973[1].

### Nomen dubium
- Tapinocyba dolosa (O. P.-Cambridge, 1879); esemplare maschio, rinvenuto in Inghilterra, originariamente descritto nel genere Neriene Blackwall, 1833, trasferito qui da un lavoro di Simon (1884a). A seguito di uno studio di Bristowe del 1941, è da ritenersi nomen dubium[1].